# Behaartes Bruchkraut
Das Behaarte Bruchkraut (Herniaria hirsuta) ist eine Pflanzenart aus der Gattung der Bruchkräuter (Herniaria) innerhalb der Familie der Nelkengewächse (Caryophyllaceae).

## Beschreibung
Das Behaarte Bruchkraut ist eine einjährige oder wenige Jahre ausdauernde, krautige Pflanze. Die niederliegenden Stängel sind 5 bis 15 Zentimeter lang und dem Boden flach anliegend. Der Stängel, die Blätter und der Kelch sind auffallend borstig behaart. Die Blätter sind meist elliptisch, länglich oder lanzettlich, spitz, sitzend oder kurz gestielt und 4 bis 12 Millimeter lang. Die unteren Blätter sind gegenständig, die der Blütenregion durch Verkümmerung des einen Blatts scheinbar wechselständig. Die Nebenblätter sind eiförmig, oft verwachsen, weißhäutig und am Rand gefranst.
Die Blütezeit reicht von Mai bis September. Etwa sechs bis zehn Blüten stehen in knäueligen Blütenständen zusammen. Die Kelchblätter sind 0,2 bis 2 Millimeter lang und stachelspitzig. Die Staminodien (Blütenblätter) sind zu 5 und pfriemlich. Die 5 Staubblätter sind sehr kurz. Der Fruchtknoten hat einen tief zweispaltigen Griffel.
Die Frucht ist höchstens so lang wie die Blütenhülle und von dieser ganz eingeschlossen. Die Samen sind glänzend schwarz, kugelig-linsenförmig und mit zugeschärftem Rand.
Die Chromosomenzahl beträgt 2n = 36.

## Vorkommen
Das Behaarte Bruchkraut ist ein submediterranes Florenelement. Sein Verbreitungsgebiet erstreckt sich von den Kanarischen Inseln über das Mittelmeergebiet bis Pakistan, außerdem findet man es in Ostafrika und in Südamerika.
In Mitteleuropa gedeiht das Behaarte Bruchkraut auf kalkarmen, meist schwach sauren, humusarmen, eher verfestigten, steinig-sandigen Böden. Es braucht im Sommer reichlich Wärme. Es besiedelt lückige Sandrasen, sandige Wege, Böschungen und Dünen, vorwiegend im Ober- und Mittelrheingebiet, im Gebiet der Mainmündung, am Fuß des Schweizer Jura, am Genfersee und am Alpenfuß. An seinen mitteleuropäischen Standorten ist es selten bis unbeständig. Es ist in Mitteleuropa eine Charakterart der Ordnung Corynephoretalia, kommt aber auch in Gesellschaften des Verbands Thero-Airion oder im Kickxietum vor.
In Österreich tritt das Behaarte Bruchkraut zerstreut in den Bundesländern Wien, Niederösterreich, dem Burgenland und Oberösterreich sowie unbeständig in der Steiermark, in Kärnten, Salzburg, Tirol und Vorarlberg in der collinen Höhenstufe auf. Die Art gilt in Österreich als gefährdet, im nördlichen Vorland der Alpen als stark gefährdet. In der Schweiz gilt die Art als neo-indigen; sie ist ohne menschliches Zutun nach 1500 in die Schweiz eingewandert. Die ökologischen Zeigerwerte nach Landolt et al. 2010 sind in der Schweiz: Feuchtezahl F = 1+ (trocken), Lichtzahl L = 4 (hell), Reaktionszahl R = 3 (schwach sauer bis neutral), Temperaturzahl T = 4+ (warm-kollin), Nährstoffzahl N = 4 (nährstoffreich), Kontinentalitätszahl K = 4 (subkontinental), Salztoleranz = 1 (tolerant).

## Taxonomie und Systematik
Das Behaarte Bruchkraut wurde 1753 von Carl von Linné in Species Plantarum Band 1, Seite 218 als Herniaria hirsuta erstbeschrieben. 
Man kann mehrere Unterarten unterscheiden:
- Herniaria hirsuta subsp. aprutia Chaudhri: Sie kommt in Italien vor.[5]
- Herniaria hirsuta subsp. cinerea (DC.) Cout. (Syn.: Herniaria cinerea DC., Herniaria hirsuta var. cinerea (DC.) Loret.): Sie kommt im Mittelmeergebiet vor.[6]
- Herniaria hirsuta subsp. hirsuta: Sie kommt von Spanien bis Kasachstan und Äthiopien vor.[5]

## Inhaltsstoffe
Getrocknet weist das Behaarte Bruchkraut einen schwachen Cumaringeruch auf.

## Bilder

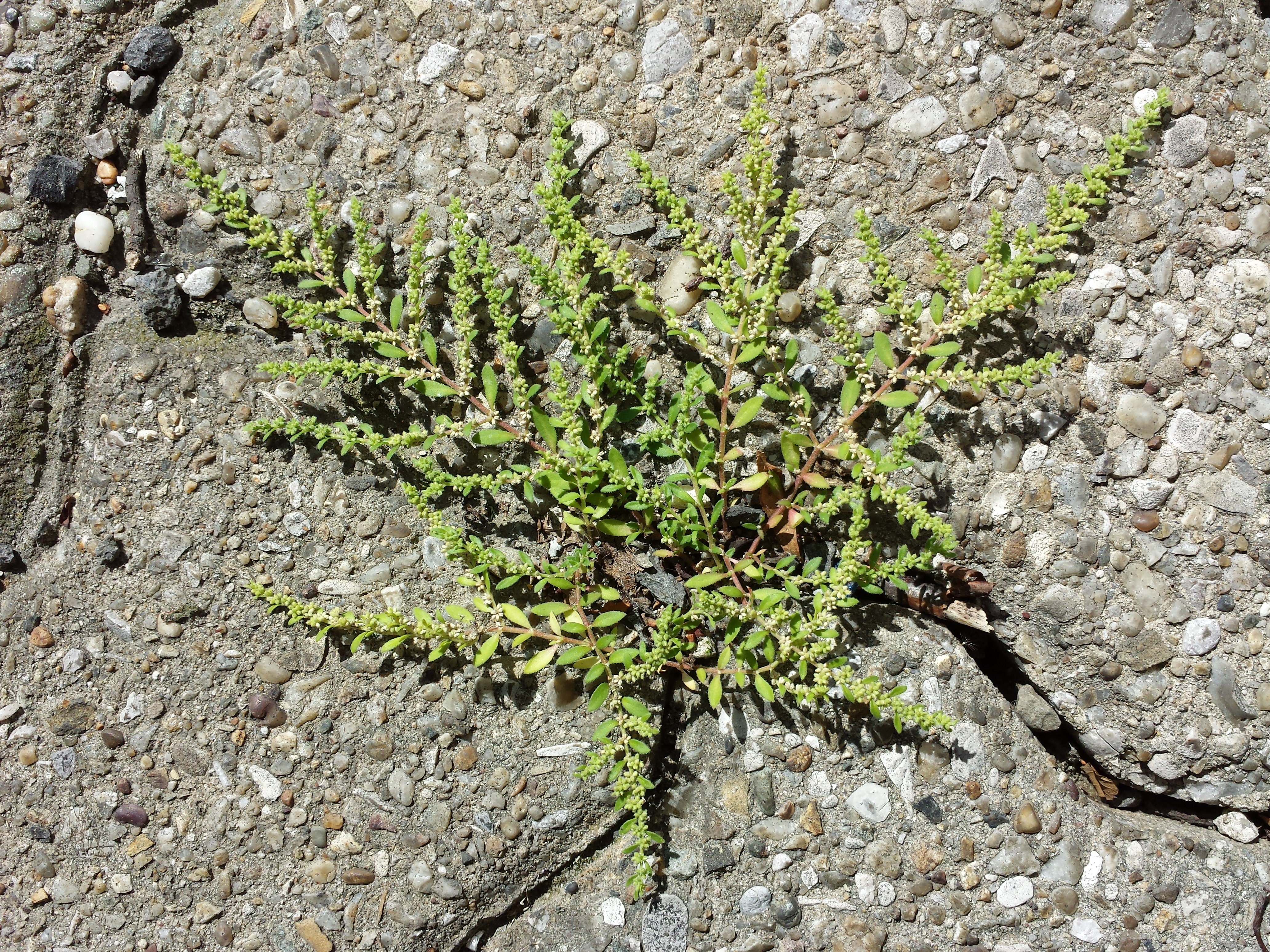
Habitus
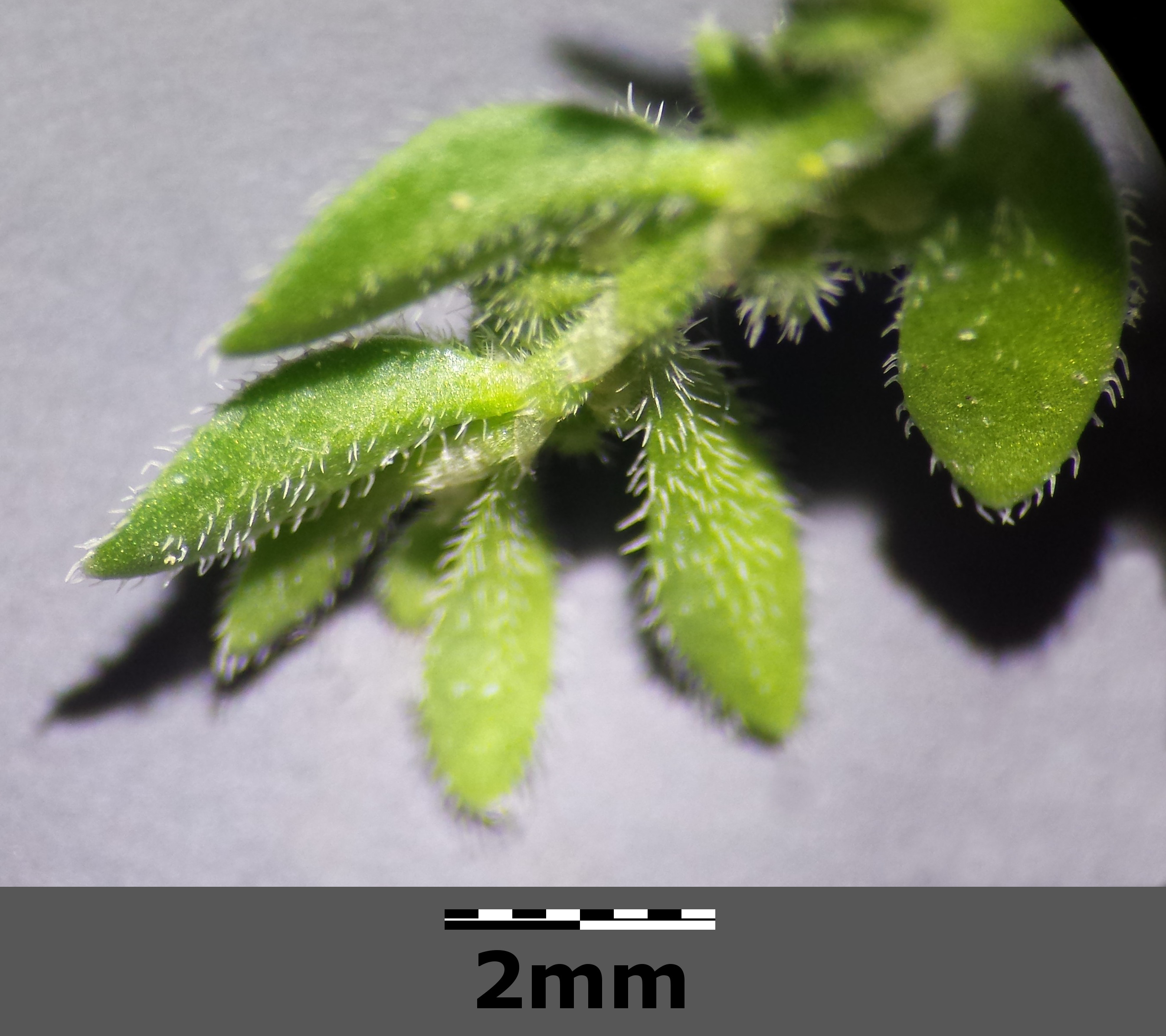
Die Laubblätter sind dicht behaart.
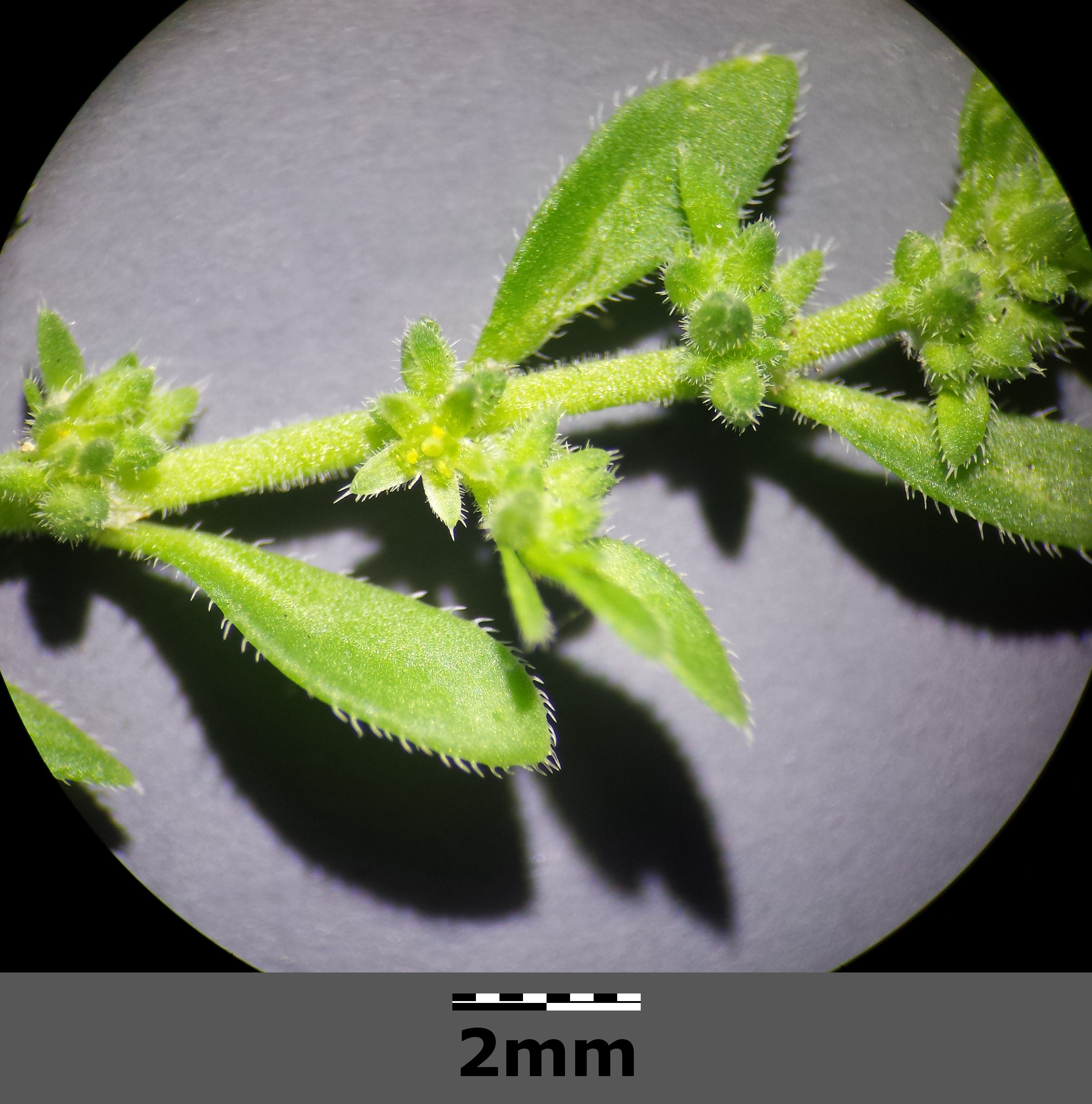
Blütenstand, die Kelchblätter weisen an der Spitze meist eine Stachelborste auf.
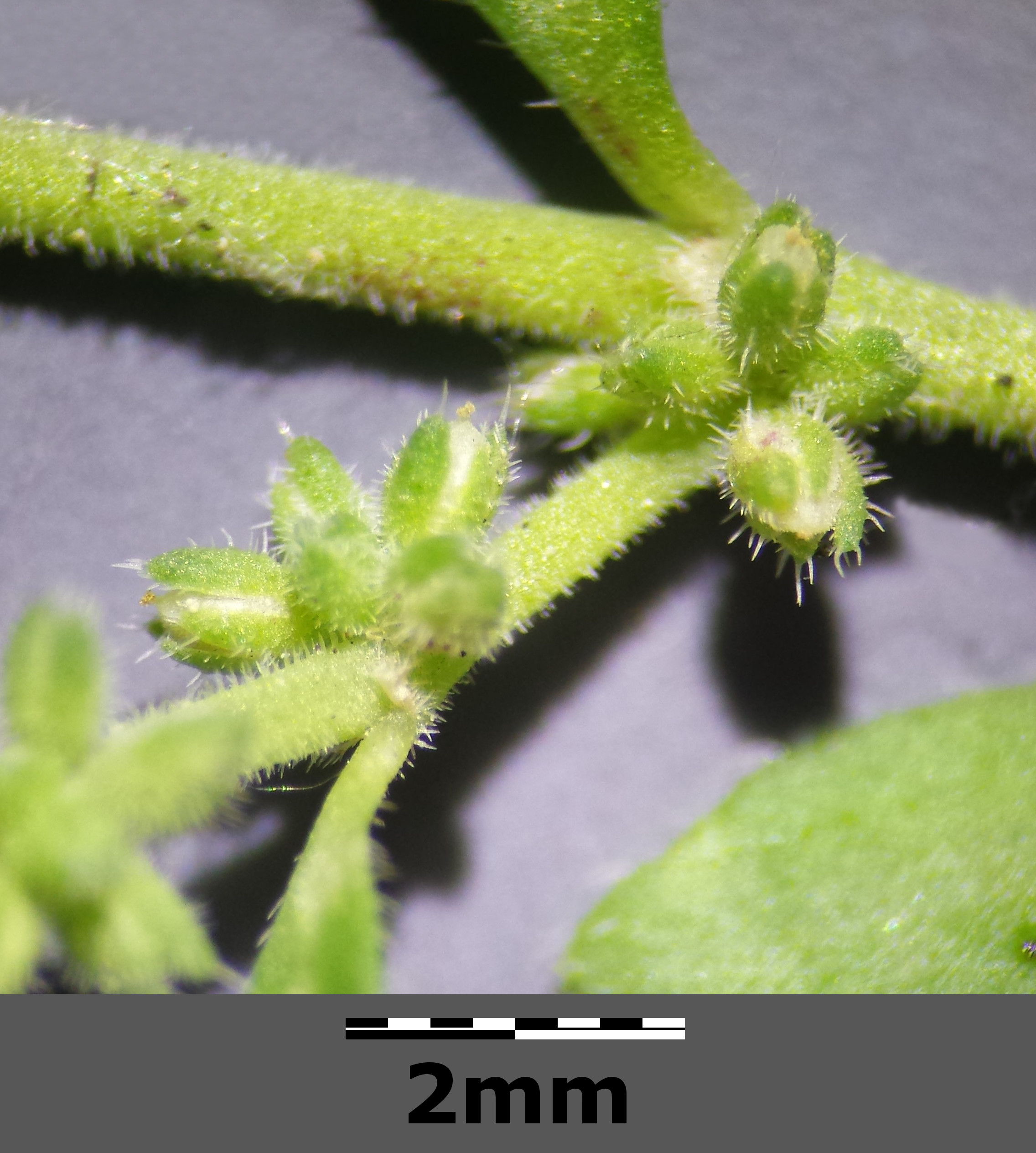
Fruchtstand, die Früchte sind kürzer als der Kelch.
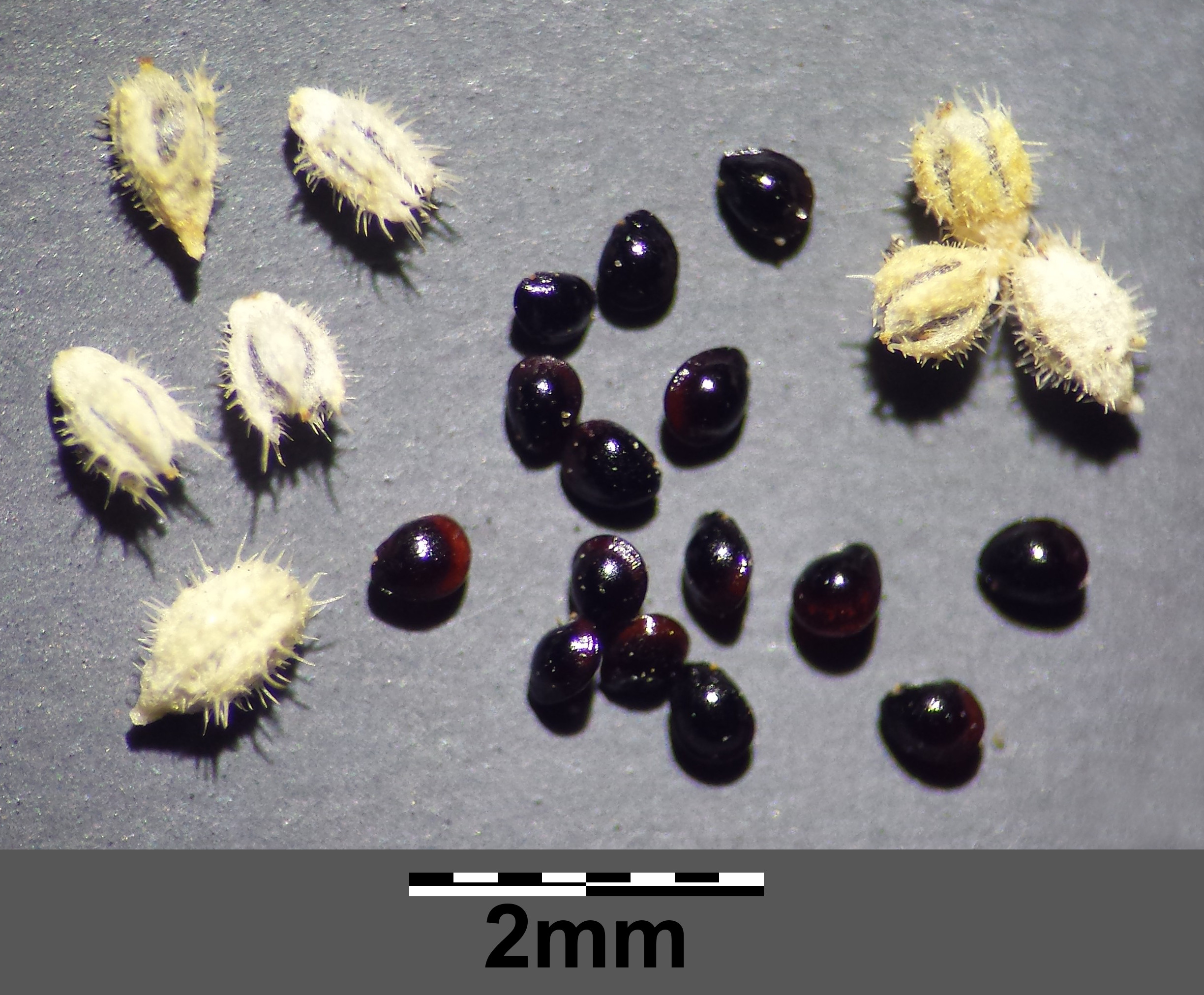
Früchte und Samen
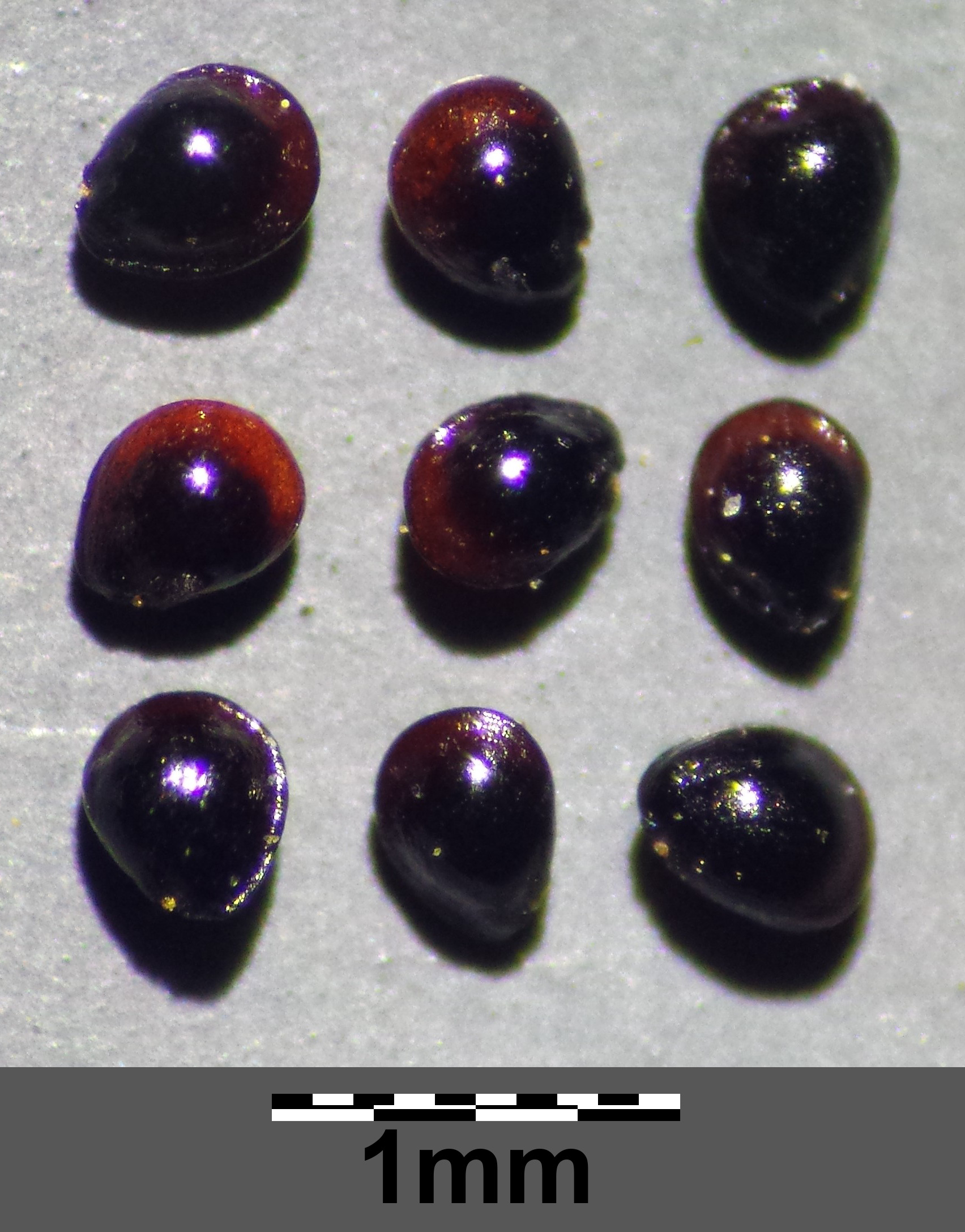
Samen
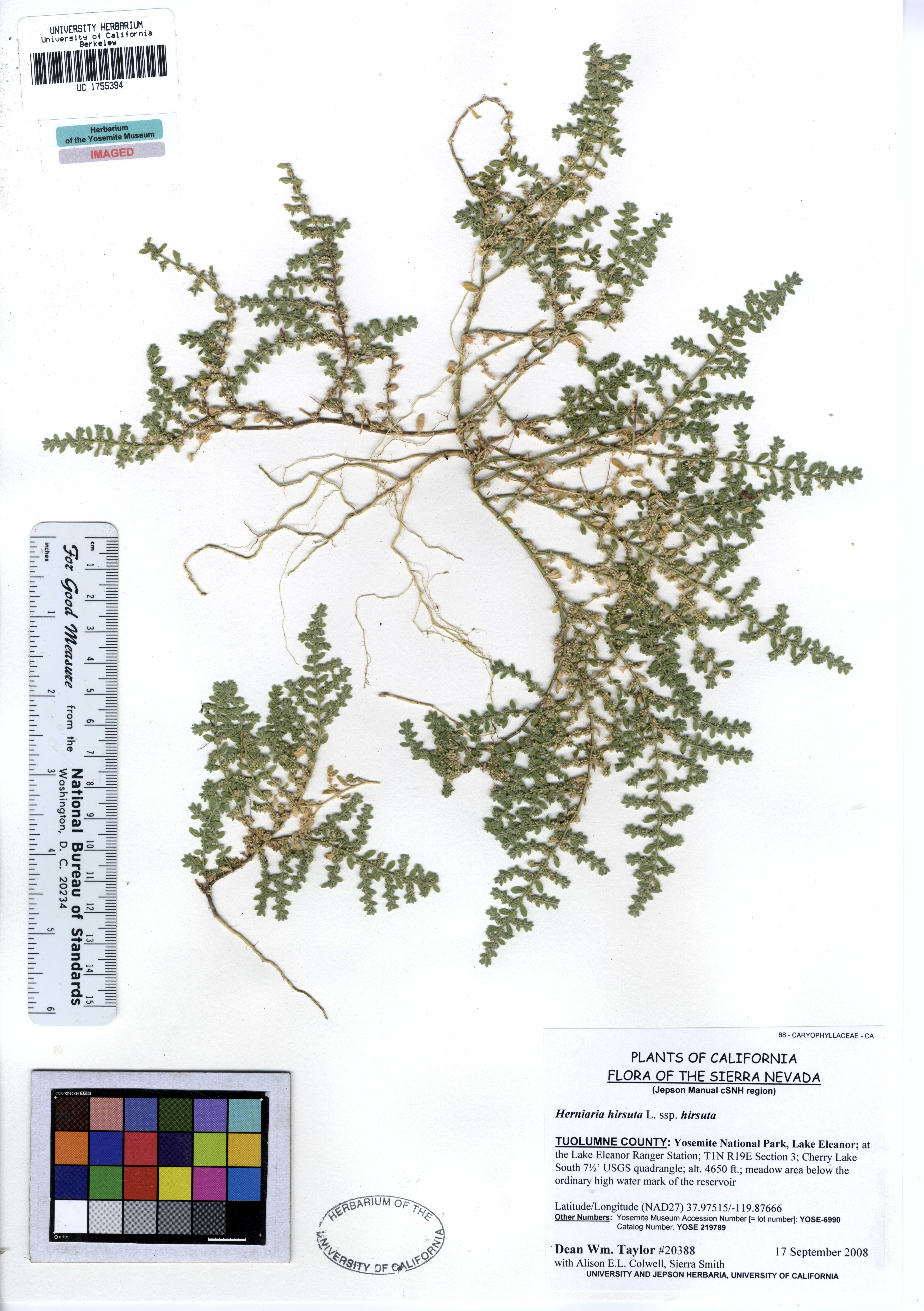
Herbarbeleg